# Diebach (Neustadt an der Aisch)
Diebach ist ein Gemeindeteil der Kreisstadt Neustadt an der Aisch im Landkreis Neustadt an der Aisch-Bad Windsheim (Mittelfranken, Bayern). Die Gemarkung Diebach hat eine Fläche von 3,249 km². Sie ist in 363 Flurstücke aufgeteilt, die eine durchschnittliche Fläche von 8951,28 m² haben.

## Geografie
Durch das Dorf fließt der Rempelsbach, ein linker Zufluss der Aisch, und der Kuhtriebgraben, der dort als linker Zufluss in den Rempelsbach mündet. Im Nordwesten grenzen die Waldgebiete Bannholz und Lehmgrube an, im Osten der Sandsteigwald. 0,3 km südlich des Ortes liegt das Flurgebiet Langenwasen. Die Bundesstraße 8 verläuft nach Neustadt (3,5 km südöstlich) bzw. nach Langenfeld (4 km nordwestlich). Die Kreisstraße NEA 16 führt nach Schauerheim (2,4 km südlich).

## Geschichte
Der Ort wurde 912 als „Thiofbah“ (entweder als „tiefer Bach“ in Bezug auf die tief zwischen Hügel eingeschnittene Lage in einem Bachgrund benannt oder abgeleitet von einem Personennamen wie Diet/Dit – vgl. „Dietersheim“ – vom Stamm thiud, ‚Volk‘) in einer Urkunde erstmals namentlich erwähnt, in der König Konrad I. dem Freisinger Bischof Dracholf Güter in diesem Ort schenkte. Die nächste urkundliche Erwähnung datiert am 20. April 1327, als Heinrich von Hohenlohe, die Burg Wernsberg samt „Diepach“ an den Bamberger Bischof Heinrich II. von Sternberg abgetreten haben soll. Dem widerspricht aber eine Urkunde aus dem Jahr 1357, in der Gerlach von Hohenlohe den Zehnten über „Dyepach under Wernsperg“ noch besaß und diesen an Hans von Lauffenholz zu Lehen gab. 1361/64 wurde im burggräflichen Salbuch erwähnt, dass „Ditbach“ (oder „Ditpach“) zum burggräflichen Amt Neustadt gehörte. Zu Beginn des 15. Jahrhunderts gehörte es zum Markgraftum Brandenburg-Kulmbach. 1421 verlieh Markgraf Friedrich I. Contz von Lauffenholz u. a. Güter in „Diepach“. Auch die Grafen von Castell waren hier begütert. 1479 verliehen diese Hans von Lauffenholz u. a. Liegenschaften in „Dieppach“. 1517 hatte hier auch das Kloster Birkenfeld Zinsgüter.
Der westlich des Baches gelegene Teil Diebachs war ursprünglich ein eigener Ort namens Friemersdorf (Dorf des Freimar oder Friedumar). Eine Trennung des westlichen vom östlichen Ortsgebiet zeigte sich auch noch später, als der Westen zur Pfarrei Schauerheim (Dekanat Schlüsselfeld im Ehegau, einem Untergau des Iffgaues) und der Osten (ab 1490 einige Jahre von den Franziskanern von Riedfeld betreut) zur Pfarrei Neustadt (Dekanat Windsheim im Rangau) gehörte. Im Salbuch von 1541 ist dann eine Abgrenzung Diebachs gegen die Gemarkung Neustadt belegt.
Gegen Ende des 18. Jahrhunderts gab es in „Dippach“ 17 Anwesen. Das Hochgericht übte das brandenburg-bayreuthische Stadtvogteiamt Neustadt an der Aisch aus. Die Dorf- und Gemeindeherrschaft hatte das Kastenamt Neustadt an der Aisch. Alle Anwesen hatten das Fürstentum Bayreuth als Grundherrn (Kastenamt Neustadt: 2 Höfe, 1 Sölde, 1 Schäferhaus und das Klosteramt Birkenfeld: 3 Höfe, 3 Höflein, 3 Gütlein, 2 Häckersgütlein, 1 Wirtshaus, 1 Schmiede).
Von 1797 bis 1810 unterstand der Ort dem Justizamt Dachsbach und Kammeramt Neustadt. Im Jahr 1810 kam Diebach an das Königreich Bayern. Im Rahmen des Gemeindeedikts wurde es dem 1811 gebildeten Steuerdistrikt Herrnneuses und der 1813 gebildeten Ruralgemeinde Herrnneuses zugeordnet. Mit dem Zweiten Gemeindeedikt (1818) entstand die Ruralgemeinde Diebach. Diese war in Verwaltung und Gerichtsbarkeit dem Landgericht Neustadt an der Aisch zugeordnet und in der Finanzverwaltung dem Rentamt Neustadt an der Aisch (1919 in Finanzamt Neustadt an der Aisch umbenannt, seit 1972 Finanzamt Uffenheim). Ab 1862 gehörte Diebach zum Bezirksamt Neustadt an der Aisch (1939 in Landkreis Neustadt an der Aisch umbenannt). Die Gerichtsbarkeit blieb beim Landgericht Neustadt an der Aisch (1879 in das Amtsgericht Neustadt an der Aisch umgewandelt). Die Gemeinde hatte 1964 eine Gebietsfläche von 3,248 km².
Am 1. Juli 1969 wurde Diebach nach Neustadt eingemeindet.

### Baudenkmäler
In Diebach gibt es drei Baudenkmäler:
- Haus Nr. 21: Wohnstallhaus
- Haus Nr. 37: Wohnstallhaus
- Haus Nr. 38: ehemaliges Zollhaus

### Bodendenkmäler
In der Gemarkung Diebach gibt es zwei Bodendenkmäler.

### Einwohnerentwicklung
| Jahr      | 1818   | 1840   | 1852   | 1855   | 1861   | 1867   | 1871   | 1875   | 1880   | 1885   | 1890   | 1895   | 1900   | 1905   | 1910   | 1919   | 1925   | 1933   | 1939   | 1946   | 1950   | 1952   | 1961   | 1970   | 1987   | 2019  |
| Einwohner | 122    | 134    | 133    | 151    | 160    | 171    | 176    | 162    | 163    | 161    | 154    | 154    | 151    | 141    | 144    | 155    | 158    | 139    | 135    | 168    | 179    | 189    | 205    | 196    | 193    | 185   |
| Häuser    | 20     | 21     |        |        |        |        | 25     |        |        | 27     | 26     |        | 25     |        |        |        | 26     |        |        |        | 23     |        | 34     |        | 47     |       |
| Quelle    | [ 19 ] | [ 20 ] | [ 21 ] | [ 21 ] | [ 22 ] | [ 23 ] | [ 24 ] | [ 25 ] | [ 26 ] | [ 27 ] | [ 28 ] | [ 21 ] | [ 29 ] | [ 21 ] | [ 30 ] | [ 21 ] | [ 31 ] | [ 21 ] | [ 21 ] | [ 21 ] | [ 32 ] | [ 21 ] | [ 14 ] | [ 33 ] | [ 34 ] | [ 2 ] |

## Religion
Der Ort ist seit der Reformation evangelisch-lutherisch geprägt und teils nach St. Johannes der Täufer (Neustadt an der Aisch), teils nach St. Katharina (Schauerheim) gepfarrt. Die Katholiken sind nach St. Johannis Enthauptung (Neustadt an der Aisch) gepfarrt.